# Svend Foyn

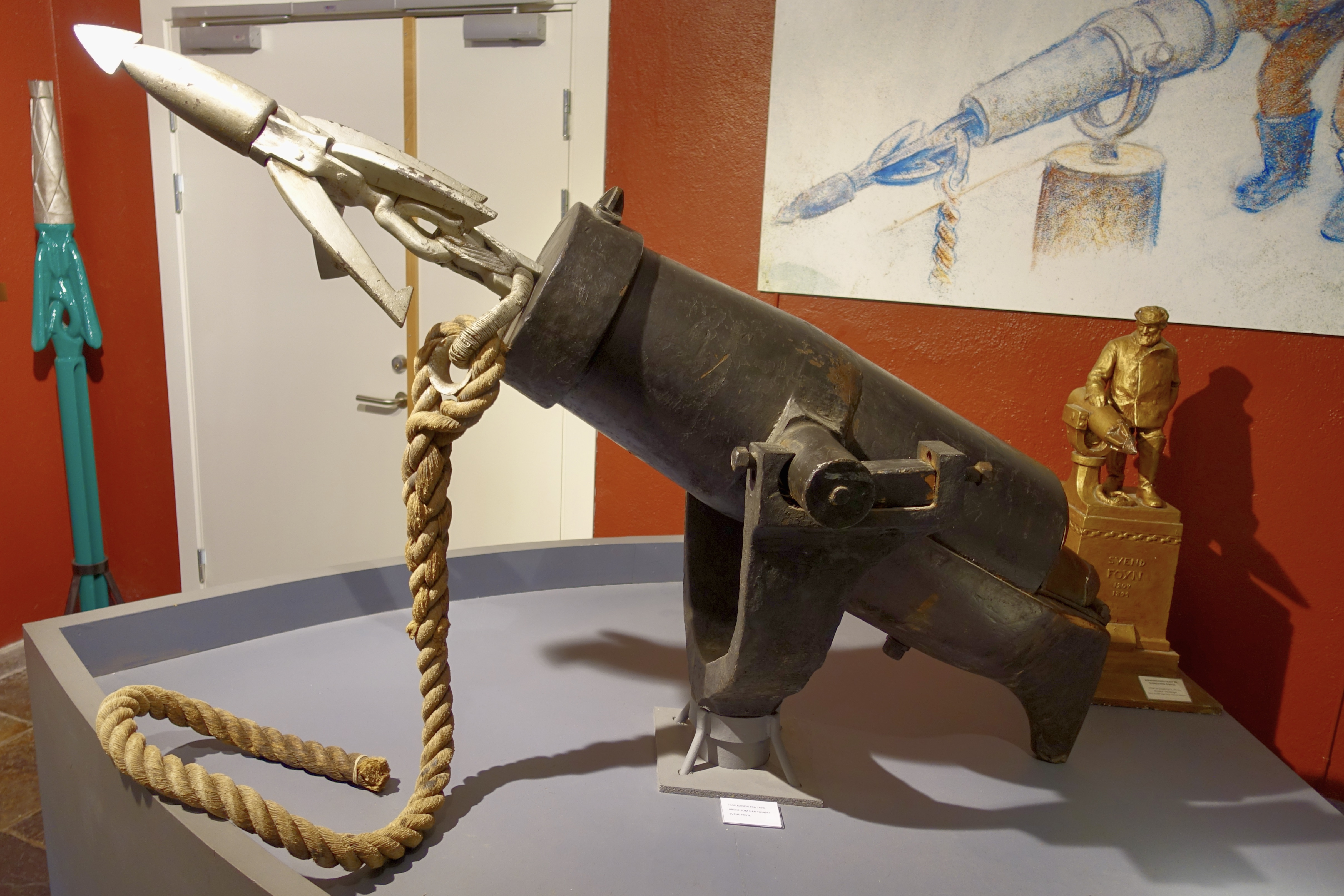
Działo harpunnicze Foyna

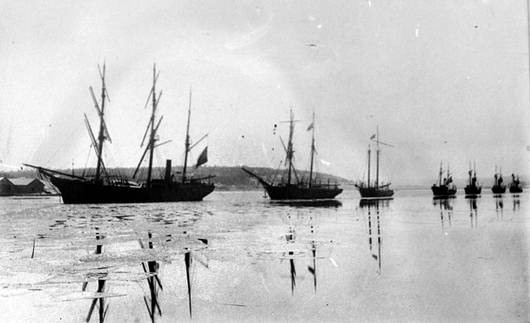
Flota Foyna podczas pogrzebu wielorybnika 8 grudnia 1894 roku

Svend Foyn (ur. 9 lipca 1809 w Tønsbergu, zm. 30 listopada 1894 w Nøtterøy) – norweski wielorybnik, łowca fok i wynalazca; opracował działo harpunnicze i innowacyjny system połowu wielorybów, które zrewolucjonizowały przemysł wielorybniczy.

## Życiorys
Svend Foyn urodził się 9 lipca 1809 w Tønsbergu , jako syn szypra Laurentiusa Foyna (1772–1813) i jego żony Benthe Marie Ager (1781–1842) . Ojciec zmarł gdy Svend miał 4 lata, a wychowaniem chłopca zajęła się matka . Na pierwsze połowy został wysłany w wieku 11 lat . W wieku 19 lat zdał egzamin z nawigacji w Kristiansand, a 5 lat później został szyprem . Transportował drewno drogą morską ze Szwecji i Norwegii do portów europejskich, a stamtąd przywoził rozmaite towary . Handel prowadził na własny rachunek, co pozwoliło mu zgromadzić niewielki kapitał. Lepszy biznes widział jednak w polowaniach na foki i w 1837 roku zakupił niewielki szkuner.
W 1839 roku poślubił Elisę Amalię Tvede (1815–95), lecz małżeństwo zostało rozwiązane i w 1844 roku Foyn udał się do Finnmarku, gdzie odszukał znajomego rodziny Pedera Mikkelsena, który zajmował się połowami w wodach Spitsbergenu . Razem z Mikkelsenem poławiał foki i morsy na północy . W 1845 roku zlecił w rodzinnym mieście budowę nowatorskiej łodzi przeznaczonej jedynie do połowu fok – była to pierwsza jednostka tego typu w Norwegii. Połów fok okazał się na tyle lukratywny, że pozwolił później Foynowi na zajęcie się wielorybnictwem. Pierwszego wieloryba – wala grenlandzkiego – odłowił w 1849 roku. W tym samym roku poślubił Magdalenę Margrethe Bull (1824–1905), córkę szypra i armatora Henrika Johana Bulla (1793–1826) .
Wobec coraz większej konkurencji w poławianiu fok, malejących profitach i dużych kosztach załogi, Foyn zajął się wielorybnictwem. W latach 60. XIX w. wraz z chemikiem amatorem Hansem Mortenem Thranem Esmarkiem opracował nowe działo harpunnicze, przy czym rola innych pionierów w tym procesie (np. Erika Eriksena (1820–1888)) nie jest do końca jasna .
W 1863 roku Foyn zlecił stoczni w Oslo budowę innowacyjnego statku wielorybniczego własnej konstrukcji wyposażonego w silnik parowy, który nazwał Spes et Fides (pol. „Nadzieja i wiara”) i określał pieszczotliwie Spissa . Jednostka miała również siedem dział harpunniczych. Była to pierwsza parowa łódź wielorybnicza na świecie  i stała się standardowym statkiem wielorybników przez 60 lat.
Wyprawy wielorybnicze w pierwszych latach nie były udane – w wodach albo nie było wielorybów, albo harpuny okazywały się nieefektywne, a nawet część dział eksplodowała. By nie popaść w bankructwo, Foyn musiał ratować się połowem fok. Sukces w połowie wielorybów przyszedł w 1868 roku, kiedy Foyn złowił 30 sztuk.
Swój nowatorski system połowu wielorybów Foyn opatentował w 1873 roku. W praktyce oznaczało to monopol Foyna na nowoczesne wielorybnictwo w Norwegii przez 10 lat i pokonanie konkurencji niemieckiej. Dzięki wysokim cenom tranu Foyn szybko stał się multimilionerem. Wobec ogromnych profitów monopol zaczął być kwestionowany i Foyn zdecydował się na przyznawanie koncesji oraz na płacenie 10-procentowego podatek od zysków na rzecz towarzystwa misyjnego.
Przedsiębiorstwo Foyna zatrudniało licznych pracowników, dla których Foyn wzorem przemysłowców brytyjskich wznosił osiedla mieszkalne i zapewniał opiekę socjalną .
W latach 1894–1895 sponsorował wyprawę na Antarktydę dowodzoną przez Henrika Johana Bulla .
Foyn zmarł bezdzietnie 29 listopada 1894 roku w Nøtterøy . Po śmierci wdowy w 1905 roku fortuna Foyna zasiliła fundację jego i jego żony Svend Foyn og Hustrus Missionsfond .

## Publikacje
- 1884 – Til det norske folk[2]

## Odznaczenia
- 1853 – Kawaler Orderu Świętego Olafa[2]
- 1870 – Komandor Orderu Świętego Olafa[2]
- 1893 – Krzyż Wielki Orderu Świętego Olafa[2]

## Upamiętnienie

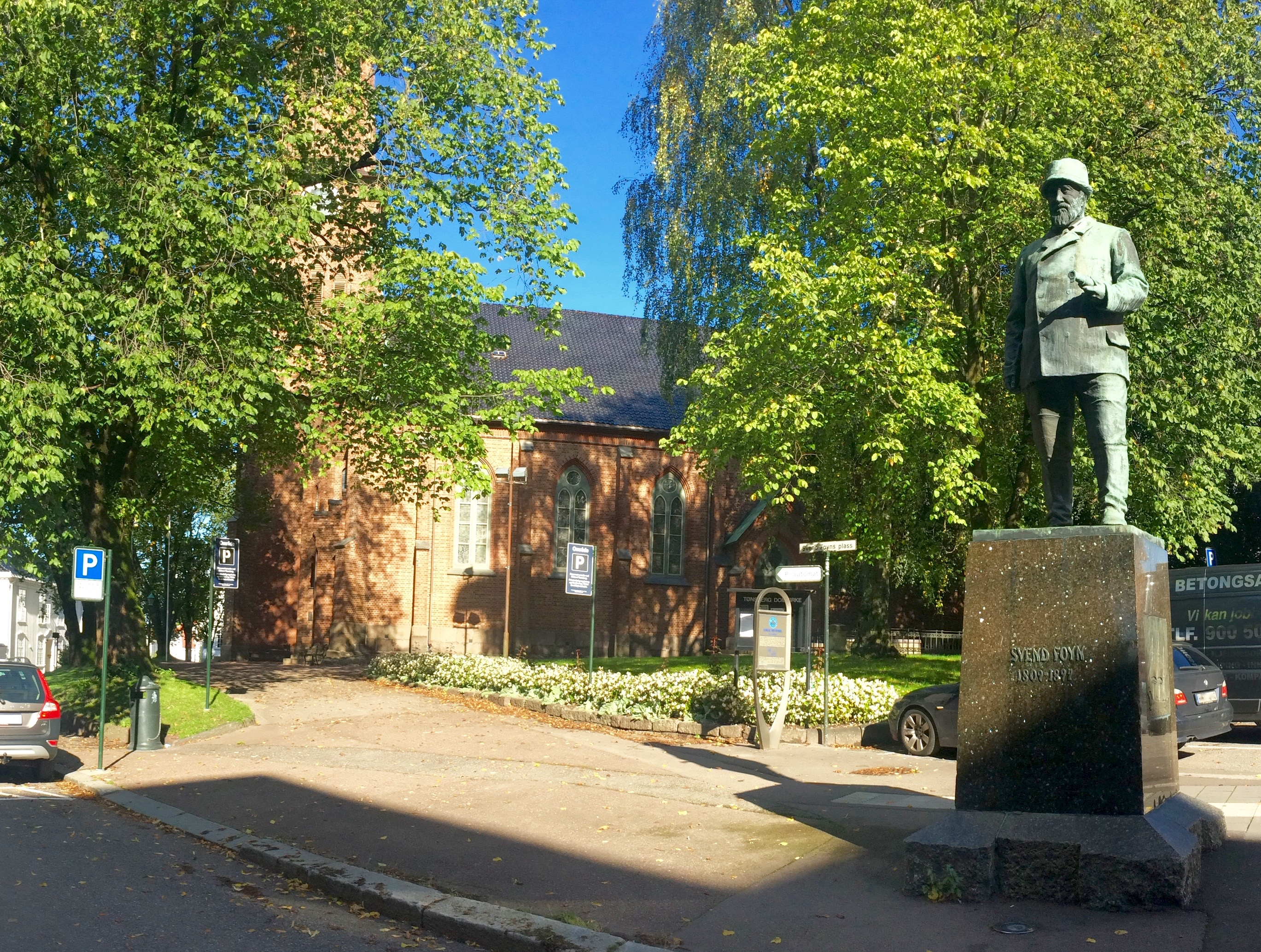
Pomnik Foyna w Tønsbergu

Pomnik Foyna projektu A. Svora z 1915 roku  stoi na placu jego imienia w rodzinnym Tønsbergu .
Część wschodniego wybrzeża Ziemi Grahama na Półwyspie Antarktycznym, pomiędzy Wybrzeżem Bowmana a Wybrzeżem Oskara II nazwano na cześć Foyna – Wybrzeżem Foyna.